# 張燾 (明朝)
张焘（?—1633年）。钱塘（今浙江杭州）人，火器研制家，李之藻的学生，孙元化的同僚。

## 个人经历
泰昌元年（1620年），徐光啟委託李之藻等人，派张焘率领人员赴澳门，购买四门铜炮，另有葡萄牙技师、译员10人随行。天启三年（1623年），崔景荣再次派遣张焘和兵备孫學詩前往澳门，将一批30门西洋大炮购买和运输回京，聘请葡萄牙籍炮师来京协助制造炮和训练炮手。
崇禎三年（1630年），孫元化任登萊巡撫，起用王徵、張燾等人。崇禎四年，張燾官至赞画副总兵，张焘督率公沙·的西勞等部队，以西洋大炮在東江击败后金，此役被稱為「麻線館之捷」或「麻廂之捷」，東江總兵黃龍謂「十年以來一戰」，遼東巡撫邱禾嘉則謂「海外從來一大捷」。崇祯四年（1631年）八月，後金兵圍大凌河，祖大寿被围城内，粮尽援绝。孙元化奉命派兵赴援。崇祯四年八月二十二日副总兵张焘率兵至旅顺之雙島，與登州黄蛮、孔有德部通过水路至三岔河会师。孔有德在山東倒戈，連陷商河、青城諸城，率兵直趨登州。孙元化命令张焘与总兵官张可大出兵抗击。未料张焘所属辽兵大半投降孔有德，又有耿仲明在城中内应，登州被攻陷，公沙等多名葡兵阵亡。
广西道试御史萧奕辅指责孙元化放任孔有德，又说张焘“卸罪于波涛，借词于风汛”。其死因有多种说法，据《明史·徐从治传》中说他因孔有德兵变被逮。又据《明思宗实录》称其被叛军所俘，因拒绝投降而自缢身亡。

## 著作
据《明史·艺文志》和《千倾堂数目》，录有张焘和孙学诗合写的《西洋火攻图说》一卷，至今尚未发现此书。